# Srđ
A Srđ egy hegy Horvátországban, Dalmácia területén. A Dinári-hegység része. A Srđ-hegy és az Imperijal-erőd mindig is kedvenc piknikező hely volt a dubrovniki emberek és vendégeik számára. A honvédő háború előtt a háború alatt elpusztított felvonó vezetett a Srđ legtetejére. A felvonót felújították és 2010. július 10-én avatták fel. Ma Pločétől az Imperijal-erődig visz fel. Srđ tetejére egy keskeny aszfaltúton is fel lehet jutni, amelyet felújítottak és újraaszfaltoztak, így autóval és gyalogosan szerpentineken lehet az adriai turistaútról felmenni.

## Fekvése
A Srđ-hegy Dubrovnik városa felett, annak északi oldalán található. Lejtői leereszkednek egészen a tengerhez. A déli oldalon Dubrovnik városáig, északnyugaton a Rijeka dubrovačkáig, északon Šumetig, keleten pedig Župa dubrovačkáig terjed.

## Nevének eredete
A hegy Dubrovnik legősibb védőszentjéről Szent Sergiusról (latinul Sanctus Sergius, horvátul Sveti Srđ) kapta a nevét.

## Története
A Srđ-hegy emberemlékezet óta természetes menedéke Dubrovnik városának, mely védi a borától, de a különféle hódítók támadásaitól is, akik a történelem során többször is megpróbálták meghódítani az egykori Raguzai Köztársaságot.
Miután 1808-ban Napóleon serege csellel meghódította Dubrovnik városát a Srđ dombon megkezdődött az Imperijal-erőd építése, amelyet az Osztrák-Magyar Monarchia idején fejeztek be. Az erődnek az északi oldalról nagy stratégiai hatása volt a város védelmére.
Az erőd a horvátországi háború alatt játszotta a legjelentősebb szerepet építése óta. Az erődben és az erődön voltak a horvát hadsereg védelmi állásai, ahol a bátor védők sikeresen álltak ellen a szerb-csetnik hadsereg és a JNA leghevesebb támadásainak. 1991. október 1-jén az ellenséges JNA légierő az erőd nyugati oldalán elhelyezkedő tévéadót támadta rakétákkal. 1991. december 6-án a Dubrovnik elleni leghevesebb támadás során az ellenséges hadseregnek sikerült elérnie magát az erődöt, de a Srđ védőinek, tüzérségi tüzeléssel támogatva, emberfeletti erőfeszítésekkel sikerült megvédeni az erődöt, és így Dubrovnik városát. A támadás során megsemmisítették a hegyen álló kőkeresztet, amelyet 1997-ben újjáépítettek. Ma az erődben található a honvédő háború múzeuma.

## Vizei
Srđ északi lejtőinek közvetlen közelében található az Omble-forrás, a Dinári-karszt egyik legbővizűbb karsztforrása, ahonnan Dubrovnik városát minőségi ivóvízzel látják el. Bár a medence már Bosznia-Hercegovina területén található, maga a forrás még Horvátországban van.

## Növényvilág
A Srđ-hegy régen gazdag volt tölgyerdőkben, amelyet a dubrovnikiak dubravának neveztek, és amely a városnak a mai nevét adta. A déli lejtő fenyőerdőkben volt gazdag, de a 20. század második felében és a honvédő háború (1990-es évek) során keletkezett számos tűzvészben az erdő szinte teljesen leégett. Napjainkban a déli lejtőkön alacsony növényzet és makija nő. a jellemző mediterrán növények az üröm, a zsálya, a hanga, a rozmaring stb. Az északi lejtőkön ritka tölgyesek, a nyugati lejtőkön ritka fenyőerdő található. 2008-ban a déli lejtő kis részének kísérleti erdősítése történt meg, a teljes lejtő további erdősítése várható.

## Galéria
- A Srđ tetején az Imperijal-erőddel
- A felújított kereszt a hegyen
- Dubrovnik látképe a Strđről
- A hegyre vivő felvonó
- A Srđ látképe
- Az Imperijal-erőd
- A Srđ látképe Dubrovnikból
- A Srđ látképe Dubrovnikból
- Látkép a városfalról